# .nl
.nl ist die länderspezifische Top-Level-Domain der Niederlande. Sie wurde am 25. April 1986 eingeführt und wird von der Stichting Internet Domeinregistratie Nederland (kurz SIDN) mit Sitz in Arnhem verwaltet. Mit mehr als 6 Millionen registrierten Domains ist .nl die viertbeliebteste länderspezifische Top-Level-Domain nach .cn, .de und .uk.

## Eigenschaften
Insgesamt darf eine .nl-Domain zwischen zwei und 63 Zeichen lang sein. Seit Januar 2008 sind auch reine Zifferndomains möglich, wobei die Vergabestelle für die Einführung im Dezember 2007 eine zweiwöchige Sunrise Period mit Unterstützung durch Deloitte durchgeführt hat. Bei der Zuteilung kam es zu Schwierigkeiten, da zwei Registrare überproportional viele Adressen zugeteilt bekamen. Die SIDN hat daraufhin etwa 4.000 streitige Zifferndomains im Losverfahren zugeteilt.
Zunächst konnten nur Personen mit einem Wohnsitz oder einer Niederlassung in den Niederlanden eine .nl-Domain anmelden. Zum 1. Oktober 2009 hat sich das geändert: Seitdem bietet die Vergabestelle eine Option, im Rahmen derer Ausländern die Postadresse der SIDN als Weiterleitung verwenden können, um unter Angabe dieser eine .nl-Domain zu registrieren.
Seit dem 6. September 2008 bietet die SIDN ein Quarantäne-Verfahren an: Sofern eine .nl-Domain versehentlich gelöscht wurde, kann der bisherige Inhaber diese innerhalb von 40 Tagen erneut anmelden. Bis zum Ablauf dieser Frist bleibt die gelöschte Domain für andere Interessenten blockiert. Das Schlichtungsverfahren, das bei Streitigkeiten zwischen zwei Personen um eine .nl-Domain angerufen werden kann, lehnt sich an das Vorgehen der belgischen Vergabestelle DNS Belgium für .be-Domains an. Es wird komplett elektronisch abgewickelt, die Kosten belaufen sich auf 1.500 Euro für bis zu fünf Adressen.

## Bedeutung
Im August 2012 erreichte .nl die Marke fünf Millionen registrierter Domains. Zu diesem Zeitpunkt gehörte .nl zu den drei beliebtesten länderspezifischen Top-Level-Domains, nach .de und .uk. 21 Prozent aller Niederländer verfügten über eine eigene .nl-Domain. Lediglich während der Wirtschaftskrise von 2008 bis 2012 verzeichnete .nl einen signifikanten Einbruch der registrierten Domains.
Seit 2008 bietet EuroDNS die Möglichkeit, Domains unterhalb von .co.nl zu registrieren. Obwohl diese als Third-Level-Domain vermarktet werden, handelt es sich dabei um keinen offiziellen Adressbereich, wie von der SIDN klargestellt. Aufgrund der liberaleren Vergabekriterien ist die Domain dennoch weit verbreitet.
Bis Ende 2014 wurden etwa 5,5 Millionen Domains unter der Top-Level-Domain .nl registriert, was die Domainendung im Beliebtheitsranking der länderspezifischen Domainendungen einen fünften Platz beschert. Vor zwei Jahren belegte die Top-Level-Domain sogar noch den dritten Platz, wurde aber schließlich von .uk, .cn und .tk überholt. Auf einen Einwohner der Niederlande kommen aber 0,3 Domains, eine bemerkenswerte Dichte. In Deutschland sind es zum Vergleich nur knapp 0,2 Domains pro Einwohner.